# Agnieszka Niedźwieńska
Agnieszka Małgorzata Niedźwieńska (ur. 1967) – polska psycholog, dr hab. nauk humanistycznych, profesor nadzwyczajny Instytutu Psychologii Wydziału Filozoficznego Uniwersytetu Jagiellońskiego.

## Życiorys
21 lutego 1997 obroniła pracę doktorską Modyfikacja podatności hipnotycznej, 2 czerwca 2005 habilitowała się na podstawie pracy zatytułowanej Poznawcze mechanizmy zniekształceń w pamięci zdarzeń. 5 czerwca 2014 nadano jej tytuł profesora w zakresie nauk społecznych. 
Objęła funkcję profesora nadzwyczajnego w Instytucie Psychologii na Wydziale Filozoficznym Uniwersytetu Jagiellońskiego oraz była członkiem Komitetu Psychologii Polskiej Akademii Nauk.